# Pyrochroidae
Famille
Les Pyrochroidae sont une famille d'insectes de l'ordre des coléoptères.

## Taxons de rang inférieur
Les sous-familles suivantes :
- Agnathinae
- Pedilinae
- Pilipalpinae
- Pyrochroinae
- Tydessinae

## Genres rencontrés en Europe
- Agnathus Germar 1818
- Pedilus Fisher von Waldheim 1822
- Pyrochroa Geoffroy 1762
- Schizotus Newman 1837